# Mercat central de Riga
El Mercat central de Riga (en letó: Rīgas Centrāltirgus) és segons diverses fonts el major mercat i basar d'Europa i està localitzat a Riga, Letònia. Es tracta d'una de les estructures més notables del segle XX a Letònia i va ser inclosa a la llista de Patrimoni de la Humanitat per la UNESCO, junt amb el Centre històric de Riga el 1998. Va ser concebut des de 1922 i es va construir entre el 1924 i el 1930. Les principals estructures del mercat són cinc pavellons construïts mitjançant la reutilització dels vells hangars Zepelín alemanys i la incorporació dels estils Neoclàssic i Art déco. El mercat té 72.300 metres quadrats i més de 3.000 estands comercials. La societat anònima Rīgas Centrāltirgus n'és actualment la propietària en nom de la municipalitat de Riga i el President de la Junta des de 2010 és Anatolijs Abramovs.
Ara com ara, a causa de l'expansió dels supermercats, el mercat es troba en procés de canvi i és vist com un lloc de compres barat a Riga, tanmateix l'Ajuntament de Riga ha expressat la prioritat de preservar la missió del mercat i el seu valor cultural. L'objectiu principal del Consell d'Administració de la societat és augmentar-ne el nombre de clients.